# داريوس ديمافيتشيوس
داريوس ديمافيتشيوس (بالليتوانية: Darius Dimavičius)‏ مواليد 8 أبريل 1968 في كاوناس، الجمهورية الليتوانية السوفيتية الاشتراكية، هو لاعب كرة سلة ليتواني سابق. بدأ مسيرته الاحترافية في سنة 1989. مثّل منتخب بلاده. شارك في دورة الألعاب الأولمبية الصيفية سنة 1992. اعتزل اللعب في 2007.

## المسيرة الاحترافية
لعب مع زالغيريس لكرة السلة من سنة 1989 إلى 1991، ثم لعب مع نادي براها لكرة السلة في موسم 1997–1998، ثم لعب مع ليتوفوس رايتس في موسم 1998–1999، ثم لعب مع نادي ليتكابليس لكرة السلة في موسم 1999–2000، ثم لعب مع باريرينسي لكرة السلة في موسم 2002–2003.

## الميداليات
| الميدالية | المسابقة                       |
| --------- | ------------------------------ |
| برونزية   | الألعاب الأولمبية الصيفية 1992 |

## روابط خارجية
- داريوس ديمافيتشيوس على موقع الاتحاد الدولي لكرة السلة (الإنجليزية)
- داريوس ديمافيتشيوس على موقع كرة السلة الأوروبية.كوم (الإنجليزية)
- داريوس ديمافيتشيوس على موقع ريلجم (الإنجليزية)
- داريوس ديمافيتشيوس على موقع بروبوليرز (الإنجليزية)
- داريوس ديمافيتشيوس على موقع سبورتس رفرنس (الإنجليزية)
- داريوس ديمافيتشيوس على موقع أوليمبيديا (الإنجليزية)